# Ptolomeo (gnóstico)

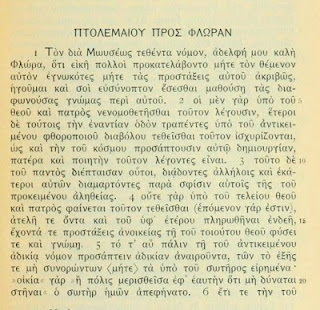
Texto en griego de la "Epístola a Flora", uno de los escritos más conocidos de Ptolomeo, discípulo del maestro gnóstico Valentín.

Ptolomeo o Tolomeo es uno de los más destacados discípulos de la conocida como escuela occidental o itálica del maestro gnóstico Valentín y al que se le atribuye el escrito epistolar conocido como Carta a Flora, en la que explica la significación del Antiguo Testamento desde la perspectiva gnóstica valentiniana contemporánea al cristianismo primitivo. También escribió una exégesis al prólogo al Evangelio según S. Juan.
Ptolomeo ha sido considerado uno de los mejores exponentes de la pneumatología del cristianismo gnóstico primitivo. 
Su actividad se desenvolvió en el siglo II de n.e., vivió en Roma hacia el 160,   y a sus enseñanzas, Ireneo de Lyon dedicó buena parte de los cinco volúmenes que escribió con el propósito de refutar las doctrinas de diversas corrientes gnósticas de su tiempo.